# Чильє
Чильє́ (італ. Cigliè, п'єм. Sijé) — муніципалітет в Італії, у регіоні П'ємонт,  провінція Кунео.
Чильє розташоване на відстані близько 470 км на північний захід від Рима, 75 км на південь від Турина, 31 км на схід від Кунео.
Населення — 192 особи (2014).
Щорічний фестиваль відбувається останньої неділі червня. Покровитель — San Pietro.

## Демографія
Населення за роками:

Станом на 1 січня 2023 року в муніципалітеті офіційно проживало 5 іноземців з 4 країн, серед них 3 громадяни країн Євросоюзу.

## Сусідні муніципалітети
- Бастія-Мондові
- Клавезана
- Мондові
- Нієлла-Танаро
- Рокка-Чильє